# Szabados Ágnes
Szabados Ágnes (Kiskunhalas, 1988. június 27. –) magyar médiaszemélyiség, riporter, újságíró, blogger és youtuber. Az RTL Reggeli című műsorának vezetője.

## Életpályája

### Tanulmányai
2007-ben érettségizett a kiskunhalasi Bibó István Gimnáziumban. Ezt követően felvételt nyert a Szegedi Tudományegyetem kommunikáció–médiatudományi szakára, ahol 2010-ben végzett. 2012-ben a Szegedi Tudományegyetem Állam- és Jogtudományi Karán politikatudományból szerzett diplomát. 2020-ban elvégezte a Pécsi Tudományegyetem 
posztgraduális képzését könyvmenedzsment szakon.

### Televíziós pályafutása
2009–2012 között a Szegedi Városi Televíziónál kezdte a pályafutását gyakornokként, ahol megjárta a ranglétrát (műsorvezető, riporter, rendezőasszisztens, súgó), mielőtt hírolvasó lett belőle.
2012–2014 között a Sportklub őt választotta híradójának vezetésére. Az ő nevéhez köthető a MezTelenül című műsor is.
2014 májusától az RTL Klub híradós műsorvezetője, először D. Tóth András jobbján, 2016-tól pedig Rábai Balázzsal vezette a műsort. Közben több anyagot készített a Házon Kívül számára is.
2022 novemberétől a Reggeli műsorvezetője. 2025 óta a Fókusz műsorvezetője.

### A "Nincs időm olvasni kihívás"
2017-ben megalapította a Nincs időm olvasni kihívás nevű csoportot a Facebookon, amelynek 2024 végén már több, mint százezer tagja van. A kihívásban havi egy könyvet kell elolvasni, a kihívás alapítója által választott témában. Szabados Ágnes elmondása szerint az olvasás iránti szenvedélye a Harry Potter könyvekkel kezdődött.

### További munkássága
2018-tól a Szegedi Tudományegyetem Kommunikáció- és Médiatudományi tanszékének oktatója.
2018-ban elvégzett egy irodalomterapeuta képzést, majd több önismereti csoport vezetője volt.

### Könyvkiadó és könyvesbolt
2020 őszén megalapította saját könyvkiadóját és megnyitotta Budapesten a Libertine Könyvesboltot. 2022 őszén Szegeden megnyitotta második Libertine Könyvesboltját.